# Košarka na Mediteranskim igrama 2013.
Košarkaški turnir na MI 2013. održan je u Mersinu u Turskoj. 
Hrvatska reprezentacija nije branila naslov. U HOO-u to su obrazložili izjavom "Pooštrili smo kriterije pa će na Mediteranskim igrama moći nastupiti samo sportaši A kategorije." (predsjednik HOO Zlatko Mateša), što znači da oni koji nemaju medalje s europskih i svjetskih prvenstava ili Olimpijskih igara neće moći sudjelovati na Mediteranskim igrama.

## Sastavi
- Makedonija: Marko Simonovski, Darko Sokolov, Dimitar Karadžovski, Bojan Krstevski, Aleksandar Kostoski, Bojan Trajkovski, Stojan Gjuroski, Gorjan Markovski, Aleksandar Šterjov, Vladimir Brčkov, Kristijan Nikolov, Siniša Avramovski
- Egipat: Wael Badr, Ahmed Hesham, Ibrahim El-Gammal, Shreef Geneidy, Yousef Shousha, Ibrahim Abo Khadra, Mohamed El-Kerdany, Asem Marei, Haitham Kamal, Ahmed El-Sabbagh, Mohamed Khorshid, Ramy Abdellah
- Turska: Barış Ermiş, Barış Hersek, Birkan Batuk, Can Mutaf, Cemal Nalga, Deniz Kılıçlı, Doğuş Balbay, Emre Bayav, İzzet Türkyılmaz, Melih Mahmutoğlu, Oğuz Savaş, Serhat Çetin
- Alžir: Nabil Saidi, Abdellah Hamdini, Abdessalem Dekkiche, Hocine Gaham, Mehdi Cheriet, Mohamed Sedik Touati, Mounir Benzegala, Mohamed Harrat, Abdelhalim Kaouane, Tarik Oukid, Ali Mounir Benabdelhak, Mohamed Zerouali
- Srbija: Miloš Dimić, Stefan Jović, Nikola Marković, Stefan Živanović, Nikola Kalinić, Filip Čović, Nemanja Arnautović, Đorđe Drenovac, Đorđe Majstorović, Nikola Malešević, Darko Balaban, Stefan Nastić
- Italija: Alessandro Amici, Paul Billigha, Riccardo Cervi, David Cournooh, Andrea De Nicolao, Stefano Gentile, Daniele Magro, Valerio Mazzola, Riccardo Moraschini, Nicola Natali, Michele Vitali, Andrea Zerini
- Tunis: Omar Mouhli, Mokhtar Mohamed Ghayaza, Makrem Ben Romdhane, Amine Rzig, Youssef Gaddour, Salah Mejri, Radhouane Slimane, Omar Abada, Nizar Knioua, Mourad El Mabrouk, Marouan Kechrid, Zied Chennoufi

## Turnir

### Skupina A
| Nadnevak   | 1. momčad  | Ishod | 2. momčad  |
| ---------- | ---------- | ----- | ---------- |
| 18. lipnja | Makedonija | 74:67 | Egipat     |
|            | Turska     | 97:68 | Alžir      |
| 19. lipnja | Alžir      | 81:89 | Makedonija |
|            | Egipat     | 66:86 | Turska     |
| 21. lipnja | Egipat     | 85:79 | Alžir      |
|            | Turska     | 77:57 | Makedonija |

|    | Tablica    | I | Pob. | Por. | Pos. P | Prim. P | RP  | Bodovi |
| -- | ---------- | - | ---- | ---- | ------ | ------- | --- | ------ |
| 1. | Turska     | 3 | 3    | 0    | 260    | 191     | +69 | 6      |
| 2. | Makedonija | 3 | 2    | 1    | 220    | 225     | -5  | 5      |
| 3. | Egipat     | 3 | 1    | 2    | 218    | 239     | -21 | 4      |
| 4. | Alžir      | 3 | 0    | 3    | 228    | 271     | -43 | 3      |

### Skupina B
| Nadnevak   | 1. momčad | Ishod | 2. momčad |
| ---------- | --------- | ----- | --------- |
| 18. lipnja | Srbija    | 77:64 | Italija   |
| 19. lipnja | Italija   | 43:68 | Tunis     |
| 21. lipnja | Tunis     | 73:80 | Srbija    |

|    | Tablica | I | Pob. | Por. | Pos. P | Prim. P | RP  | Bodovi |
| -- | ------- | - | ---- | ---- | ------ | ------- | --- | ------ |
| 1. | Srbija  | 2 | 2    | 0    | 157    | 137     | +20 | 4      |
| 2. | Tunis   | 2 | 1    | 1    | 141    | 123     | +18 | 2      |
| 3. | Italija | 2 | 0    | 2    | 107    | 145     | -38 | 2      |

### Poluzavršnica
22. lipnja 2013.
- Srbija -  Makedonija 94:49
- Turska -  Tunis 77:69

### Utakmica za broncu
25. lipnja 2013.
- Makedonija -  Tunis 58:63

### Utakmica za zlato
25. lipnja 2013.
- Srbija -  Turska 62:79

| Pobjednici          |
| ------------------- |
| Turska Drugi naslov |